# Lea Padovani
Lea Padovani (28 de julio de 1920 – 23 de junio de 1991) fue una actriz teatral cinematográfica y televisiva italiana.

## Biografía
Nacida en Montalto di Castro, Italia, su padre era originario de Vicenza, y su madre de Tuscania. 
Padovani dejó en 1944 la Academia de arte dramático de Roma para debutar como soubrette en la revista Cantachiaro, de Pietro Garinei y Sandro Giovannini. 
El año siguiente, formó parte de la compañía de Erminio Macario, con la que actuó en Febbre azzurra, tuvo un gran éxito y demostró sus dotes de actriz.

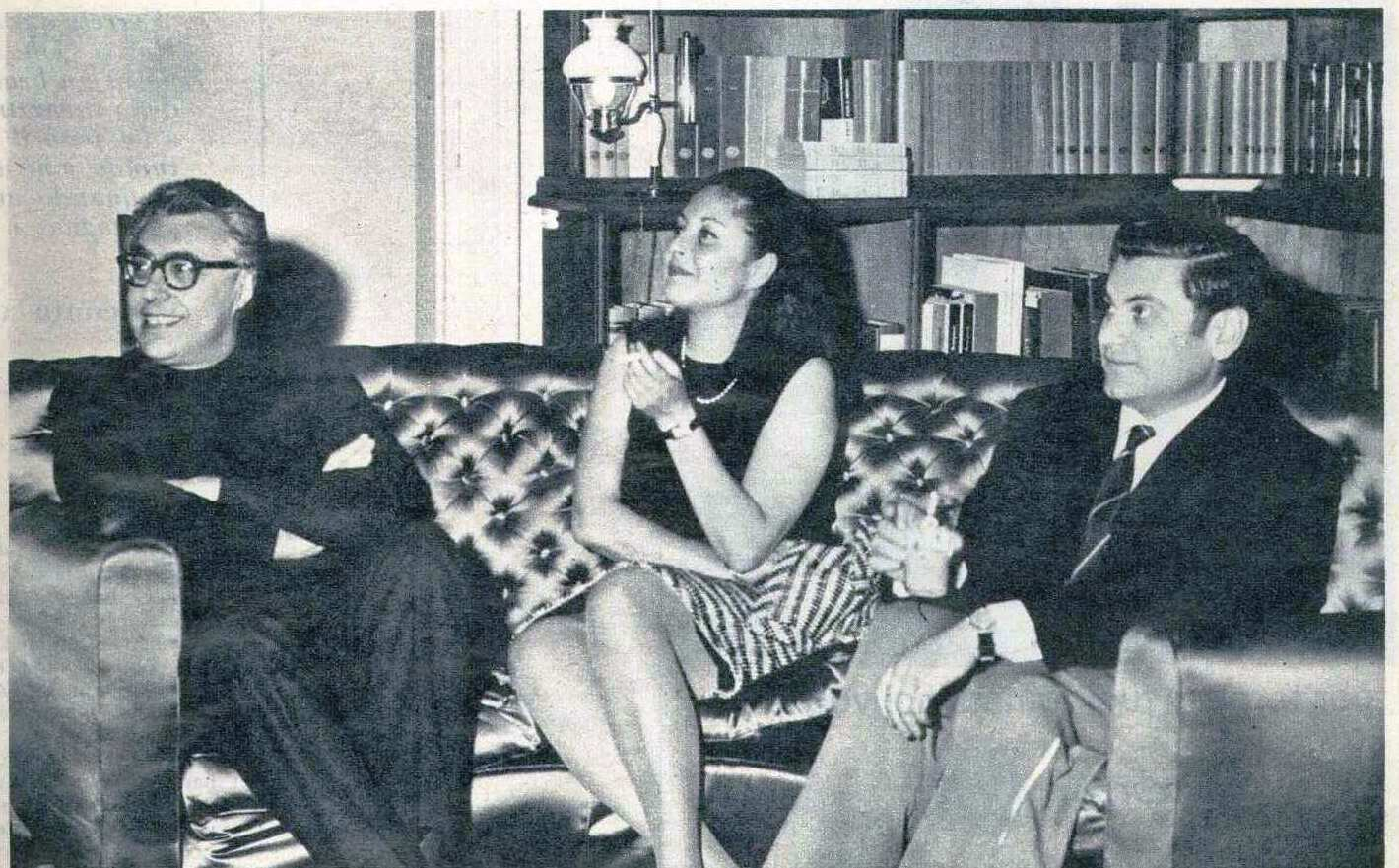
Foto de 1962: Luigi Silori, Lea Padovani y Vittorio Paliotti.

En 1946, comenzó su larga y afortunada carrera de teatro actuando en la comedia Los padres terribles, de Jean Cocteau. 
En 1953, junto a Ruggero Ruggeri, viajó en gira a Londres y a París para representar Enrique IV y Sea todo para bien. 
El 15 de julio de 1954, fue premiada con un Nastro d'argento especial por sus actuaciones teatrales.
En los años 50, tomó parte en varias producciones televisivas; entre ellas, Piccole donne, Il romanzo di un giovane povero y Ottocento. Su última película, rodada en 1990, fue The King's Whore.
Lea Padovani falleció en 1991 en Roma (Italia).

## Filmografía selecta

### Cine

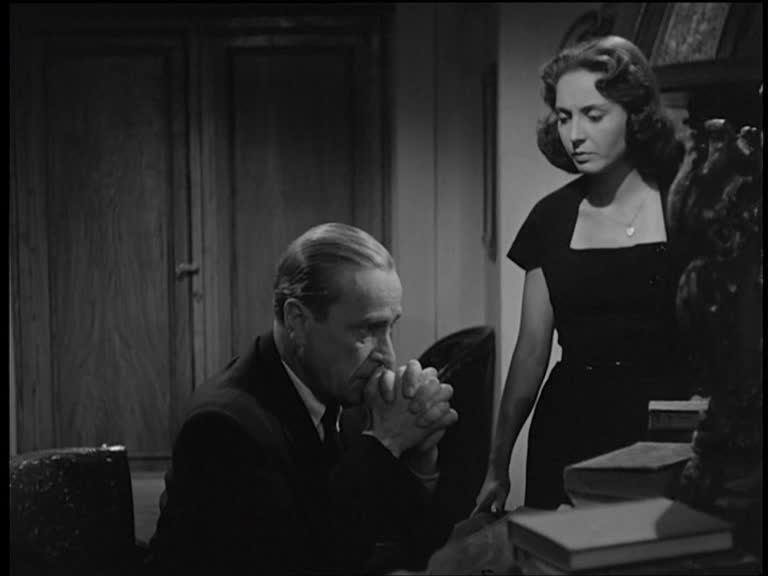
Fotograma de Atto di accusa: Karl Ludwig Diehl y Padovani.

- 1945 : L'innocente Casimiro, de Carlo Campogalliani
- 1946 : Il sole sorge ancora, de Aldo Vergano
- 1947 : Il diavolo bianco, de Nunzio Malasomma
- 1948 : Che tempi!, de Giorgio Bianchi
- 1948 : I cavalieri dalle maschere nere, de Pino Mercanti
- 1948 : Una lettera all'alba, de Giorgio Bianchi
- 1949 : Give Us This Day, de Edward Dmytryk
- 1950 : Due mogli sono troppe, de Mario Camerini
- 1950 : Taxi di notte, de Carmine Gallone
- 1950 : Atto di accusa, de Giacomo Gentilomo
- 1951 : Three Steps North, de W. Lee Wilder
- 1951 : La grande rinuncia, de Aldo Vergano
- 1951 : I due derelitti, de Flavio Calzavara
- 1951 : Fiamme sulla laguna, de Giuseppe Maria Scotese
- 1952 : Totò e le donne, de Steno y Mario Monicelli
- 1952 : Papà ti ricordo, de Mario Volpe
- 1952 : I figli non si vendono, de Mario Bonnard
- 1952 : Don Lorenzo, de Carlo Ludovico Bragaglia
- 1952 : Roma ore 11, de Giuseppe De Santis
- 1953 : Una di quelle, de Aldo Fabrizi
- 1953 : Cinema d'altri tempi, de Steno
- 1953 : Donne proibite, de Giuseppe Amato
- 1954 : Tempi nostri - Zibaldone n. 2, de Alessandro Blasetti
- 1954 : La tua donna, de Giovanni Paolucci
- 1954 : Il seduttore, de Franco Rossi
- 1954 : Guai ai vinti, de Raffaello Matarazzo
- 1954 : Gran varietà, de Domenico Paolella
- 1954 : Napoli è sempre Napoli, de Armando Fizzarotti
- 1955 : La moglie è uguale per tutti, de Giorgio Simonelli
- 1955 : Fascicolo nero, de André Cayatte
- 1955 : La contessa di Castiglione, de Georges Combret
- 1955 : Pan, amor y... (Pane, amore e...), de Dino Risi
- 1957 : Solo Dio mi fermerà, de Renato Polselli
- 1958 : Los amantes de Montparnasse, de Jacques Becker y Max Ophüls
- 1958 : The Naked Maja, de Henry Koster y Mario Russo
- 1958 : Pan, amor y…Andalucía, de Javier Setó
- 1962 : The Reluctant Saint de Edward Dmytryk
- 1963 : La noia, de Damiano Damiani
- 1963 : Frenesia dell'estate, de Luigi Zampa
- 1963 : Germinal, de Yves Allégret
- 1968 : Candy, de Christian Marquand
- 1970 : Ciao Gulliver, de Carlo Tuzii

### Televisión
- 1954 : La bisbetica domata, de Daniele D'Anza
- 1955 : Piccole donne, de Anton Giulio Majano
- 1957 : Il romanzo di un giovane povero, de Silverio Blasi
- 1959 : Ottocento, de Anton Giulio Majano
- 1960 : Ragazza mia, de Mario Landi
- 1980 : La quinta donna
- 1980 : Il treno per Istanbul
- 1983 : L'amante dell'Orsa Maggiore, de Anton Giulio Majano

## Actrices que le dieron voz
Las siguientes actrices prestaron su voz a interpretaciones de Padovani:
- Lydia Simoneschi en L'innocente Casimiro, I figli non si vendono, Atto d'accusa, Fascicolo nero y La contessa di Castiglione
- Dhia Cristiani en Due mogli sono troppe, Guai ai vinti
- Clara Bindi y Tina Centi en Napoli è sempre Napoli
- Rina Morelli en The Naked Maja

## Teatro
- 1946-1947 : Los padres terribles, de Jean Cocteau, dirección de Luchino Visconti
- 1953 : Enrique IV, de Luigi Pirandello, con Ruggero Ruggeri
- 1953 : Sea todo para bien (1953), de Luigi Pirandello, con Ruggero Ruggeri
- 1957-1958 : La gata sobre el tejado de zinc, de Tennessee Williams
- 1966 : Ruy Blas, de Victor Hugo, con Arnoldo Foà, Warner Bentivegna y Mario Valgoi
- 1966 : Il testimone, de Arnoldo Foà, con Arnoldo Foà y Mario Valgoi

## Teatro de revista
- 1944 : Cantachiaro, con Anna Magnani,  Marisa Merlini y Enrico Viarisio.
- 1945 : Febbre azzurra, con Erminio Macario y Ugo Tognazzi

## Teatro radiofónico en la RAI
- 1958 : Daniele fra i leoni, de Guido Cantini, dirección de Anton Giulio Majano

## Teatro televisivo en la RAI
- 1955 : Daniele tra i leoni, de Anton Giulio Majano
- 1956 : Diálogos de Carmelitas, de  Georges Bernanos, dirección de Tat'jana Pavlovna Pavlova
- 1956 : L'ufficiale della guardia, de Ferenc Molnár, dirección de Tat'jana Pavlova
- 1985 : L'incorruttibile, de Hugo von Hofmannsthal, dirección de Giorgio Albertazzi[2]